# 딜리션피디아

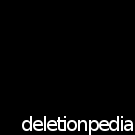

딜리션피디아(Deletionpedia)는 영어 위키백과에서 삭제된 문서들을 보관하는 온라인 아카이브 위키이다. 각 문서의 판은 빠른 삭제가 발생한 삭제분, 문서의 삭제 토론을 어디서 볼 수 있는지에 관한 정보, 그리고 어느 편집자가 해당 문서를 삭제했는지에 대한 헤더를 포함한다. 오리지널 딜리션피디아는 2008년 2월부터 9월까지 운영하였다. 이 사이트는 2013년 12월 새로운 관리 하에 다시 시작되었다.
이 사이트는 미디어위키에 기반을 둔다. 이 사이트는 위키시체안치소(wikimorgue)같은 기능을 하며 위키백과에서 삭제된 문서를 자동으로 수집한다.
위키백과로부터 분류 보존을 하는 일 외에도 딜리션피디아는 삭제 기준에 따른 자신들만의 문서별 분류가 있다. 페이지들은 삭제된 달, 문서에 작업한 편집자 수, 위키백과에 문서가 존재했던 시간순 단위로 조직된다.
딜리션피디아는 저작권 침해로 삭게 된 문서, 심각한 명예 훼손 문제를 안고있는 문서, 위키백과의 자매 사이트에서 판 역사를 온전히 볼 수 있는 문서, 다른 사람을 기분 상하게 하는 문서는 호스팅을 배제한다.
딜리션피디아에 의해 보존되는 문서들은 "저명하지 않은 것"에서부터 "정치, 비즈니스 관심사에 의한 조작"에 이르기까지 다양한 이유로 위키백과에서 삭제되었다. 사이트가 읽기 전용인 이후로 기부는 받지 않으며 그 대신 지지자들은 마이소사이어티나 위키미디어 재단에 기여할 것을 제안한다.

## 같이 보기
- 웨이백 머신
- Archive.today
- WebCite